# Gjesværstappan
Le Gjesværstappan (également appelé simplement Stappan) est un archipel situé dans la municipalité de Nordkapp, dans le comté du Finnmark en Norvège. Les îles sont situées au nord du village de pêcheurs de Gjesvær, sur l’île de Magerøya. Les trois plus grandes îles sont Storstappen (culminant à 283 mètres), Kjerkestappen (culminant à 166 mètres) et Bukkstappen (culminant à 92 mètres). Leur superficie totale est d’environ 1,6 km2.
L’archipel est un lieu de nidification pour de nombreuses espèces d’oiseaux de mer, dont des macareux, des fous de Bassan, des petits pingouins, des mouettes, des cormorans, des guillemots, des fulmars et des pétrels tempêtes. À ce titre, il est protégé en tant que réserve naturelle.